# Saline de Pouilley

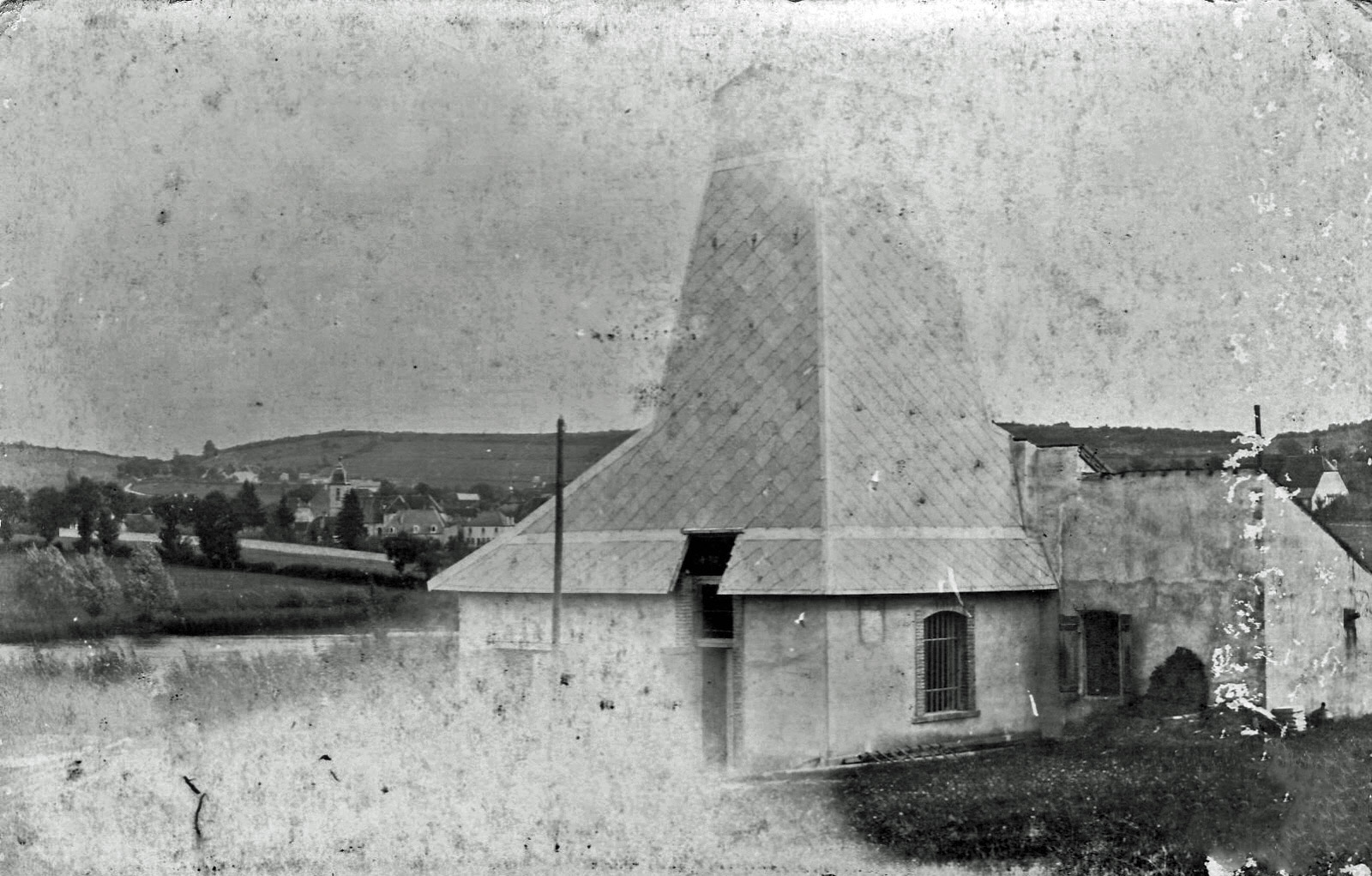
Le puits à saumure de la saline de Pouilley.

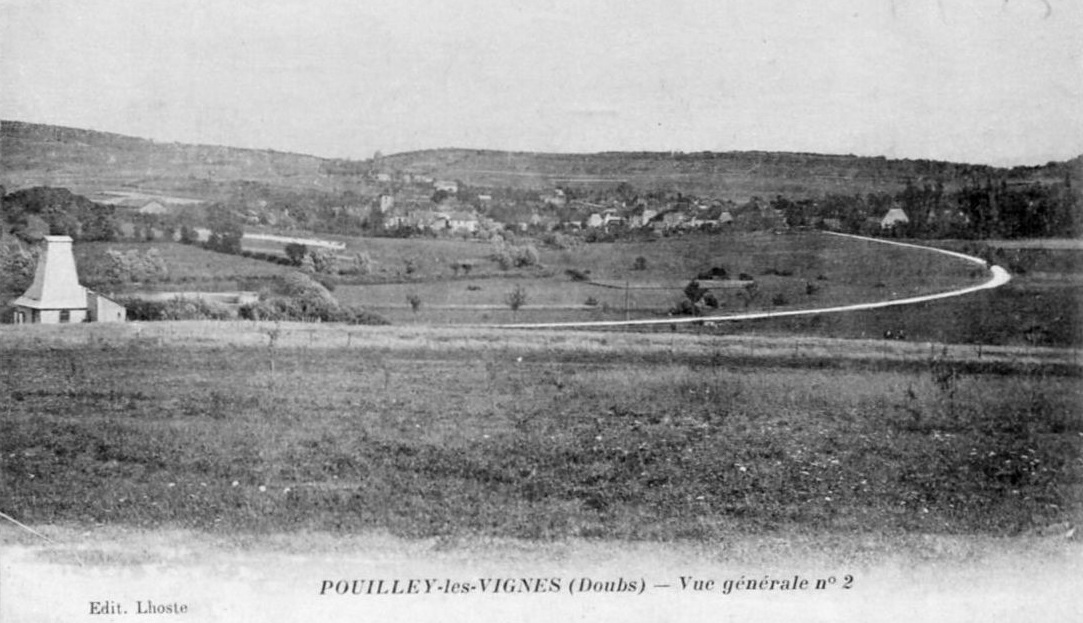
Vue éloignée.

La saline de Pouilley est exploitée par quatre sondes entre 1889 et 1899 à Pouilley-les-Vignes dans le département du Doubs, en région de Bourgogne-Franche-Comté. La saumure est envoyée à l'usine d'évaporation de Montferrand au moyen d'une canalisation en fonte. La concession appartient à la Compagnie des sels de Besançon.
Le gisement exploité correspond au bassin salifère de Franche-Comté daté du Trias supérieur.
Le bâtiment utilisé pour injecter l'eau douce de l'étang route d'Emagny dans le gisement tombe rapidement en ruine. Il est démoli avant 2000.